# Dedication (film)
Cet article concerne le film de Justin Theroux. Pour l'album d'Herbie Hancock, voir Dedication.
Pour plus de détails, voir Fiche technique et Distribution.
Dedication ou À livre ouvert au Québec est un film américain réalisé par Justin Theroux sorti en 2007. Il met en vedette Billy Crudup, Mandy Moore, Dianne Wiest et Tom Wilkinson.
À noter que film bénéficie d'une version francophone sous le titre Dedication ayant pour sous titre À Livre Ouvert, disponible exclusivement sur le territoire canadien.

## Synopsis
Henry Roth (Billy Crudup) est un écrivain d'ouvrages pour enfants misanthrope et obsessionnel. Son illustrateur et seul ami, Rudy (Tom Wilkinson), meurt après leur série de livres à succès prénommé Marty Le Castor. Désespéré, leur éditeur Arthur Planck (Bob Balaban), lui attribue les services d'une autre partenaire de travail prénommée Lucy Reilly (Mandy Moore), jeune illustratrice prometteuse, qui en voie d'expulsion de son appartement, se voit contrainte de collaborer avec Henry. Le premier contact entre les deux protagonistes étant désagréable, leur maison d'édition décide de les faire travailler dans un autre cadre que celui de la ville, en l'occurrence celle d'une maison située en bord de plage...

## Fiche technique
- Titre original : Dedication
- Titre français : Dedication
- Titre québécois : À livre ouvert
- Réalisation : Justin Theroux
- Scénario : David Bromberg
- Costumes : Heidi Bivens
- Photographie : Stephen Kazmierski
- Montage : Andy Keir
- Musique : Edward Shearmur
- Production : Plum Pictures
- Société de distribution : Alliance Films (Canada)
- Pays de production :  États-Unis
- Langue : Anglais
- Genre : Comédie romantique
- Format :  Technicolor, 1,78, couleurs, son Dolby
- Durée : 95 minutes
- Date de sortie : 
  - États-Unis : 22 janvier 2007 (festival de sundance)
- Classification : États-Unis : Tous publics ; Canada : 14 ans

## Distribution
Légende : V. Q. = Version Québécoise
- Billy Crudup (V. Q. : François Godin) :  Henry Roth
- Mandy Moore (V. Q. : Aline Pinsonneault) :  Lucy Reily
- Tom Wilkinson (V. Q. : Guy Nadon) :  Rudy Holt
- Christine Taylor (V. Q. : Lisette Dufour) :  Allison
- Bob Balaban (V. Q. : Jacques Lavallée) :  Arthur Planck
- Catherine Lloyd Burns : la mère au magasin de livres
- Amy Sedaris : la mère de Cassidy
- Cassidy Hinkle (V. Q. : Juliette Garcia) :  Cassidy
- Jeremy Shamos :  Matthew
- Christopher Fitzgerald :  Robin
- Dianne Wiest (V. Q. : Claudine Chatel) :  Carol
- Jicky Schnee :  Mandy la serveuse
- John Ellison Conlee : L'homme chez Lucy's
- Martin Freeman (V. Q. : Pierre Auger) :  Jeremy
- Christopher Grey Misa : l'enfant maltraité
- Catherine Kellner : la mère abusive
- Bobby Cannavale : Don Meyers
- Peter Bogdanovich : Roger Spade
- Justin Theroux :  L'Avocat au téléphone